# Max Bezzel

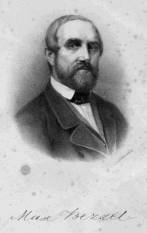
Max Bezzel

Max Friedrich Wilhelm Bezzel (* 4. Februar 1824 in Herrnberchtheim; † 30. Juli 1871 in Ansbach) war ein deutscher Schachspieler und Problemkomponist. Er gilt als der älteste bayerische Schachmeister. Bekannt wurde er in erster Linie als Schöpfer des sogenannten Damenproblems.

## Leben
Bezzel entstammte einer kinderreichen Pfarrersfamilie und wurde in dem kleinen Dorf Herrnberchtheim in Mittelfranken geboren. Sein Vater wurde 1830 zum Gymnasialprofessor in Ansbach ernannt, verstarb jedoch drei Jahre darauf. Dieser Verlust wies die Kinder schon früh darauf an, die Mutter zu unterstützen. Er besuchte als Schüler das Gymnasium Carolinum und entwickelte ein spezielles Interesse an der Mathematik. Wegen der damaligen schlechten Berufsaussichten für Mathematiker entschloss sich Bezzel nach dem 1841 abgelegten Abitur jedoch zum Jurastudium. Bezzel studierte an den Universitäten Erlangen und München; während des Studiums in Erlangen trat er 1840 der Burschenschaft der Bubenreuther bei.
In Ansbach schloss er seine juristische Ausbildung ab. Nachdem er zeitweise an anderen Orten verwendet wurde, wählte ihn 1854 das Gemeindekollegium in Ansbach zum Rechtsrat der Stadt. Diese Stellung nahm Bezzel, der unverheiratet blieb, bis zu seinem Tod ein. Wegen einer schweren Krankheit starb er bereits im Alter von 47 Jahren.

## Bayerischer Schachmeister
Als Schachspieler ist Bezzel heute nahezu vergessen, doch war er in der Zeit vor 1870 der einzige namhafte Schachmeister Bayerns. Bereits zu Lebzeiten des Vaters war das Spiel in der Familie gepflegt worden. Bezzel fand allerdings nur selten Gelegenheit, seine Fähigkeiten zu erproben. Während der Semesterferien reiste er 1844 nach Wien und erzielte große Erfolge. Ohne dass man Näheres darüber weiß, erlangte Bezzel damals seinen Ruf als „bayerischer Schachaar“.
Im September 1856 besuchte er Leipzig und behielt gegen den Schachmeister Herrmann Pollmächer (1826–1861) in einer Serie von zehn Partien die Oberhand (6:1, =3). Tatsächlich wurde seine Spielstärke von den Zeitgenossen hoch eingeschätzt. Max Lange schlug ihn in seinem Buch über Paul Morphy sogar als möglichen Revanchegegner des amerikanischen Schachgenies vor, der 1858 den deutschen Vorkämpfer Adolf Anderssen in Paris bezwungen hatte.
An der Gründung des Schachclub Ansbach 1855 war Bezzel nicht unmittelbar beteiligt. Im Jahr 1857 wurde er jedoch Ehrenmitglied des Vereins, der zu den ältesten deutschen Schachklubs zählt. Bezzel, der auch ein hervorragender Blindspieler war, kam aus beruflichen Gründen selten zum praktischen Spiel. Nach seinem Auftreten in Leipzig scheint er außerdem solche Möglichkeiten nicht mehr aktiv gesucht zu haben.
In stärkerem Maße blieb er dem Problemschach zugetan. Dabei zeichnete sich Bezzel gleichermaßen als Komponist und Löser von Schachaufgaben aus. Sehr fruchtbar war er bei der Abfassung tiefsinniger Selbstmatt-Aufgaben.

## Bedeutung für die Schachmathematik
Indem er die ihn faszinierende mathematische Seite des Schachs ansprach, erwarb sich Bezzel sein größtes Verdienst. Aufsehen erregte bis in die Gegenwart die Formulierung des „Achtköniginnenproblems“ (siehe auch den Hauptartikel zum Damenproblem).
Im September 1848 stellte Bezzel in der Berliner Schachzeitung – unter dem Pseudonym „Schachfreund“ – die Aufgabe, acht Damen so auf einem Schachbrett aufzustellen, dass keine die andere im nächsten Zug schlagen kann. Acht Damen sind die Höchstzahl, die man auf dem Brett ohne gegenseitigen Angriff unterbringen kann. Das mathematische Problem erstreckte sich auf die Zahl der möglichen Lösungen und beschäftigte sogar den berühmten Mathematiker Carl Friedrich Gauß. Bezzel selbst konnte das Problem nicht vollständig lösen. Schon 1850 gab Franz Nauck in der Leipziger Illustrirten Zeitung die korrekte Zahl 92 an. Später wurde bewiesen, dass es nicht mehr Lösungen gibt.
Neben dem komplizierteren Springerproblem gilt das von Bezzel erdachte Damenproblem als bekannteste Aufgabe der Schachmathematik.